# Jean-Paul Agon
Jean-Paul Agon (ur. 6 lipca 1956 w Boulogne-Billancourt) – francuski przedsiębiorca.
Prezes i były dyrektor generalny międzynarodowej firmy kosmetycznej L’Oréal. Ze względu osiągnięcie wieku emerytalnego i związane z tym zasady spółki, 1 maja 2021 Nicolas Hieronimus zastąpił go na stanowisku dyrektora generalnego. Agon pozostał prezesem zarządu. Ukończył HEC Paris w 1978 roku. 7 kwietnia 2022 r. został mianowany prezesem zarządu HEC, zastępując Jeana-Paula Vermèsa.